# 収束帯 (気象)
収束帯（しゅうそくたい、convergence zone）とは、気象学において、気流が収束（convergence）しているところを指す用語。収束線（しゅうそくせん、convergence line、集束線とも表記）、集風線とも言う。
水平の2方向からの風がぶつかり、上空へと流れているところ。水平面を表す地図上では、線として現れる。メソスケールなので、コリオリの力があまり大きくない上、周囲の気圧配置によって発生させられ動かされるので、低気圧性の回転はしない。
主にメソスケールの気象に関して使い、総観スケールの天気図には記されない。積乱雲や突風、集中豪雨といった現象の解析を行うときによく用いられる。熱帯収束帯などは非常にスケールが大きく、かつ持続的な収束線だと言える。
収束線は、高気圧の辺縁部、前線、低気圧、気圧の谷などに位置している、という総観スケールでの気圧配置が主な原因であるため、この規模ならば予想が可能である。しかし、積乱雲などと同じで、集束線の発生位置はメソスケールでは直前しか予想できない。つまり、日本のどの地方に収束線ができやすいかというのは数日前に予想できても、どの都道府県のどの市区町村あたりにできるのかというところまでは数時間〜数十分前にしか予想できない。
その一方で、集束線は、メソスケールで積乱雲のできやすい位置を推定できる有効な手段であるとされる。現在のところ、災害の発生後にその原因を解析するにあたって、地図上に集束線を記すなどして用いられることが多い。